# Carson (Wisconsin)
Carson es un pueblo ubicado en el condado de Portage en el estado estadounidense de Wisconsin. En el Censo de 2010 tenía una población de 1.305 habitantes y una densidad poblacional de 9,16 personas por km².

## Geografía
Carson se encuentra ubicado en las coordenadas 44°32′58″N 89°44′14″O / 44.54944, -89.73722. Según la Oficina del Censo de los Estados Unidos, Carson tiene una superficie total de 142.42 km², de la cual 138.06 km² corresponden a tierra firme y (3.06%) 4.36 km² es agua.

## Demografía
Según el censo de 2010, había 1.305 personas residiendo en Carson. La densidad de población era de 9,16 hab./km². De los 1.305 habitantes, Carson estaba compuesto por el 98.54% blancos, el 0.15% eran afroamericanos, el 0.31% eran amerindios, el 0.15% eran asiáticos, el 0% eran isleños del Pacífico, el 0.15% eran de otras razas y el 0.69% pertenecían a dos o más razas. Del total de la población el 0.54% eran hispanos o latinos de cualquier raza.